# Dialeto kuku
O dialeto Kuku, também chamado de Kutuk na Kuku (língua Kuku) pertence ao grupo de línguas Karo, do ramo nilótico do sudeste da família de línguas nilóticas do sul do Sudão e norte de Uganda. Não há um sistema de escrita padronizado para Kuku; às vezes é escrito usando o alfabeto de uma língua relacionada, como Bari ou Kakwa, com a adição de caracteres para representar sons que não estão presentes na outra língua. Por exemplo, o alfabeto Bari pode ser ajustado para uso em Kuku adicionando os dígrafos gb e kp para representar as oclusivas labiovelares sonoras e surdas, respectivamente. O alfabeto Kuku, que tem dois dígrafos não encontrados no alfabeto Bari, é executado da seguinte forma:
A E I O U Ö – B D G J K L – M N P R S T – W Y ’B ’D ’Y Ŋ – NY GB KP
a e i o ö   –   b d g  j k l  –  m n  p r s  t  –  w y ’b ’d ’y ŋ  – ny gb kp
Kuku é uma língua tonal. Ela tem morfologia verbal aglutinativa, com extensa suplementação. Os substantivos são divididos em dois gêneros. Há um sistema de harmonia vocálica que envolve principalmente uma distinção ATR. As diferenças entre Kuku e Bari incluem o inventário de fonemas, pronomes, fonologia tonal e formação de tempo. A diferença mais marcante pode estar na função do morfema qualitativo, que é usado para indicar um contraste definido/indefinido em Bari, mas indica um contraste aspectual em Kuku. A língua Kuku tem uma variedade de palavras emprestadas. Algumas palavras são do Kisawahili e da língua árabe que são alteradas um pouco para soar diferente. Hoje, várias palavras parecem ser derivadas do inglês também pelo povo Kuku mais educado. O povo Kuku mais educado mistura a língua com um pouco de inglês, principalmente, por exemplo, se eles querem dizer "você não está falando sério", eles dizem "Do mb'an sirias".

## Música
As canções tradicionais folk do povo Kuku são Bula e Kore. As canções são cantadas e drums tradicionais e a trompa são tocadas como instrumentos. A dança inclui arrastar os pés e pisar forte para o Bula, e alguma forma de salto rítmico para o Kore. A música moderna também é comum entre os Kuku. Devido aos muitos anos de guerra civil, a cultura é fortemente influenciada pelos países vizinhos do Sudão do Sul.
A maioria dos Kuku fugiu para o Quênia e Uganda onde interagiram com os nacionais e aprenderam suas línguas e cultura. Para a maioria daqueles que permaneceram no país, ou foram para o norte para o Sudão e Egito, eles assimilaram amplamente a cultura árabe. Também vale a pena notar que a maioria dos Kuku manteve o núcleo de sua cultura mesmo enquanto estavam no exílio e na diáspora.
A cultura tradicional é altamente mantida e um grande foco é dado ao conhecimento da origem e do dialeto de cada um. Embora as línguas comuns faladas sejam Arabi Juba e Inglês, Kuku é a língua unificadora. Muitos artistas musicais da Equatoria Central usam inglês, Kiswahili, Arabi Juba, seu Kuku ou uma mistura de todos. Artistas populares de Kuku são como Reflections BYG, uma bela voz nova agitando a pista de Zouk com seu primeiro single Ng'ume o que significa que Smile recebeu altos sucessos nos primeiros dias de seu lançamento. Ela tem uma voz forte incrível para o popular Jazz assim como Afrobeat e Hip Hop; De-vine é uma nova cantora do mesmo condado de Kajo Keji cantando R&B e Zouk. Embora as mulheres sejam sub-representadas, esses dois talentos estão colocando o estado de volta nas paradas. Emmanuel Lasu é um dos talentos masculinos populares que a Equatoria central produziu.